# Песен на песните
„Песен на песните“ (на иврит: שִׁיר הַשִּׁירִים; на гръцки: ᾆσμα ᾀσμάτων, ὃ ἐστι Σαλώμων; на латински: Canticum Canticorum Salomonis) е 17-ата книга на Танаха, канонична книга на Стария завет. Написана е на иврит и е приписвана на Соломон, владетел на обединеното Еврейско царство. 
В нея се описва любовта на мъж, който изглежда е самият цар (предполагаемо - Давид, чийто син от Вирсавия е Соломон) към девойка, наречена Сунамка (Сунамита), която става негова жена и би могла да бъде някоя от наложниците му, включително Ависага или съпругата му Мелхола, дъщеря на предшественика му цар Саул.
Счита се, че поначало това е сборник от сватбени песни, възхваляващи сексуалната любов, но юдаистката, а по-късно - и християнската традиция приписват на произведението други значения, съответно го разглеждат като алегория на отношението на Господ към Израел и на това на Христос към Църквата.